# میبل البرتسون
مابل البرتسون (انگلیسی: Mabel Albertson؛ ۲۴ ژوئیهٔ ۱۹۰۱ – ۲۸ سپتامبر ۱۹۸۲) یک هنرپیشه اهل ایالات متحده آمریکا بود. وی بین سال‌های ۱۹۲۸ تا ۱۹۷۵ میلادی فعالیت می‌کرد.
از فیلم‌های او می‌توان به خون‌بها!، تازه چه خبر دکتر؟ و یک دیوانگی خوب اشاره نمود.